# Pont Cesti
Pont Cesti (en italià: Ponte Cestio) és un antic pont de Roma que es conserva i que connecta una illa del Tíber amb el Janícul. El va erigir el cònsol Gai Cesti Gal en temps de l'emperador Tiberi. Però com que un pont d'aquesta envergadura era difícil que el construïs un personatge privat en temps de l'Imperi, es creu que en realitat va ser iniciat al segle i aC en època republicana.
Al segle IV el Pont Cesti va ser reconstruït pels emperadors Valentinià I, Valent i Flavi Gracià i se li va canviar el nom l'any 370 anomenant-lo Pons Gratiani. El pont es va reconstruir utilitzant peperino, amb un revestiment de travertí. Una part del material de reconstrucció procedia del pòrtic que s'havia enderrocat del proper Teatre de Marcel.